# 정상 집합
집합론에서 클럽 집합(club集合, 영어: club set)은 주어진 순서수보다 작은 순서수들 가운데 "거의 대부분"을 포함하는 집합이며, 정상 집합(定常集合, 영어: stationary set)은 주어진 순서수보다 작은 순서수들 가운데 "충분한 수"를 포함하여, 임의의 클럽 집합과 하나 이상의 원소를 공유하는 집합이다. 즉, 이 두 개념의 관계는 공집합이 아닌 열린집합과 조밀 집합의 관계와 같다.

## 정의

### 클럽 집합
극한 순서수 {\displaystyle \alpha }가 주어졌다고 하자. 부분 집합
{\displaystyle C\subseteq \alpha }
가 다음 두 조건을 만족시키면 {\displaystyle \alpha }-클럽 집합(영어: {\displaystyle \alpha }-club set)이라고 한다.
- 순서 위상에 대하여 닫힌집합이다. 즉, 임의의 순서수 {\displaystyle 0<\beta <\alpha }에 대하여, {\displaystyle \sup(C\cap \beta )=\beta }라면, {\displaystyle \beta \in C}이다.
- {\displaystyle \textstyle \sup _{\operatorname {Ord} }C=\alpha }이다. 즉, 임의의 순서수 {\displaystyle \beta <\alpha }에 대하여, {\displaystyle \beta <\beta '\in C}가 존재한다.

### 정상 집합
임의의 기수 {\displaystyle \kappa } 및 부분 집합 {\displaystyle S\subseteq \kappa }가 주어졌으며, {\displaystyle \kappa }의 공종도가 비가산이라고 하자.
만약 {\displaystyle S}와 임의의 {\displaystyle \kappa }-클럽 집합의 교집합이 공집합이 아니라면, {\displaystyle S}를 정상 집합이라고 한다.

## 성질

### 연산에 대한 닫힘
클럽 집합들은 유한 교집합에 대하여 닫혀 있다. 즉, 기수 {\displaystyle \kappa } 및 두 {\displaystyle \kappa }-클럽 집합 {\displaystyle C,C'\subseteq \kappa }가 주어졌을 때, {\displaystyle C\cap C'} 역시 {\displaystyle \kappa }-클럽 집합이다. 즉, 클럽 집합들은 필터 기저를 이루며, 클럽 집합을 포함하는 집합들은 필터를 이룬다. 이를 {\displaystyle \kappa }의 클럽 필터(영어: club filter)라고 한다.
클럽 집합과 정상 집합의 교집합은 정상 집합이다. 즉, 기수 {\displaystyle \kappa } 및 {\displaystyle \kappa }-정상 집합 {\displaystyle S\subseteq \kappa }와 {\displaystyle \kappa }-클럽 집합 {\displaystyle C\subseteq \kappa }가 주어졌을 때, {\displaystyle S\cap C} 역시 정상 집합이다.

### 솔로베이 분할
다음과 같은 데이터가 주어졌다고 하자.
- 정칙 비가산 기수 {\displaystyle \kappa }
- 정상 집합 {\displaystyle S\subseteq \kappa }

그렇다면, 솔로베이 정상 집합 분할 정리(Solovay定常集合分割定理, 영어: Solovay’s theorem on partitions of stationary sets)에 따르면, {\displaystyle S}는 {\displaystyle \kappa }개의 정상 집합들로 분할될 수 있다.

### 포도르 정리
다음과 같은 데이터가 주어졌다고 하자.
- 정칙 비가산 기수 {\displaystyle \kappa }
- 정상 집합 {\displaystyle S\subseteq \kappa }
- 함수 {\displaystyle f\colon S\to \kappa }

또한, 다음이 성립한다고 하자.
- 임의의 {\displaystyle 0<\alpha \in S}에 대하여, {\displaystyle f(\alpha )<\alpha }

포도르 정리(영어: Fodor’s theorem)에 따르면, {\displaystyle f|_{S'}=\alpha '}인 정상 부분 집합 {\displaystyle S'\subseteq S}와 순서수 {\displaystyle \alpha '<\kappa }가 존재한다.:Theorem 1.5

### 말로 기수
{\displaystyle \kappa }-정상 집합들의 모임을 {\displaystyle {\mathfrak {S}}_{\kappa }}로 표기하자.
기수의 모임 {\displaystyle \operatorname {Card} }의 부분 모임 {\displaystyle P\subseteq \operatorname {Card} }에 대하여, 다음과 같은 모임을 정의할 수 있다.
{\displaystyle \kappa \in \operatorname {Mahlo} (P)\iff (\kappa \in P)\land (\kappa \cap P\in {\mathfrak {S}}_{\kappa })\land \operatorname {cf} (\kappa )>\omega }
이를 말로 연산(Mahlo演算, 영어: Mahlo operation)이라고 한다.:18
기수 {\displaystyle \kappa }에 대하여 다음 두 조건이 서로 동치이며, 이를 만족시키는 기수를 말로 기수(Mahlo基數, 영어: Mahlo cardinal)라고 한다.
- 만약 {\displaystyle P}가 도달 불가능한 기수의 모임일 경우, {\displaystyle \kappa \in \operatorname {Mahlo} (P)}이다.[2]:21
- 임의의 {\displaystyle R\subseteq V_{\kappa }}에 대하여, {\displaystyle \langle V_{\alpha },\in ,R\cap V_{\alpha }\rangle \prec \langle V_{\kappa },\in ,R\rangle }가 되는 도달 불가능한 기수 {\displaystyle \alpha <\kappa }가 존재한다.[2]:57, Proposition 6.2(b)

여기서 {\displaystyle V_{\alpha }}는 폰 노이만 전체의 단계이며, {\displaystyle \langle V_{\kappa },\in ,R\rangle }는 이항 연산 {\displaystyle \in }과 상수 기호 {\displaystyle R}를 갖춘 구조이며, {\displaystyle \prec }는 기본 매장의 존재를 의미한다.
마찬가지로, 만약 {\displaystyle P}가 약하게 도달 불가능한 기수의 모임일 경우, {\displaystyle \operatorname {Mahlo} (P)}의 원소를 약한 말로 기수(弱-Mahlo基數, 영어: weakly Mahlo cardinal)라고 한다.:17 일반화 연속체 가설을 가정한다면 약하게 도달 불가능한 기수의 개념은 도달 불가능한 기수의 개념과 일치하므로,:18 마찬가지로 약한 말로 기수의 개념은 말로 기수의 개념과 일치한다.
말로 연산은 다음과 같이 초한 귀납법으로 반복할 수 있다.
{\displaystyle \operatorname {Mahlo} ^{\alpha }(P)={\begin{cases}\operatorname {Mahlo} (\operatorname {Mahlo} ^{\beta }(P))&\beta +1=\alpha \\P\cap \bigcap _{\beta <\alpha }\operatorname {Mahlo} ^{\beta }(P)&\nexists \beta \in \operatorname {Ord} \colon \beta +1=\alpha \end{cases}}}
이를 사용하여, {\displaystyle \alpha }-말로 기수의 개념을 정의할 수 있다. 즉, 0-말로 기수는 도달 불가능한 기수이며, 1-말로 기수는 말로 기수이다.
말로 기수는 큰 기수의 일종이다. 즉, 말로 기수의 존재 또는 부재는 체르멜로-프렝켈 집합론+선택 공리(ZFC)로부터 증명할 수 없다. (이는 물론 ZFC가 무모순적이라는 것을 전제로 한다.)
기수에 대하여, 다음과 같은 함의 관계가 존재한다. (즉, 이는 무모순성 관계보다 더 강하다.)
도달 불가능한 기수 ⇐ 말로 기수 ⇐ 약콤팩트 기수 ⇐ 강콤팩트 기수
다음과 같은 포함 관계가 성립한다.:§9
{\displaystyle \operatorname {Inaccble} \supseteq \operatorname {Mahlo} (\operatorname {Inaccble} )\supseteq \operatorname {Measble} \supseteq \operatorname {Mahlo} (\operatorname {Measble} )\supseteq \operatorname {Supercomp} \supseteq \operatorname {Mahlo} (\operatorname {Supercomp} )\supseteq \operatorname {Extble} \supseteq \operatorname {Mahlo} (\operatorname {Extble} )\supseteq \operatorname {Superhuge} }
여기서
- {\displaystyle \operatorname {Inaccble} }: 도달 불가능한 기수의 모임
- {\displaystyle \operatorname {Measble} }: 가측 기수의 모임
- {\displaystyle \operatorname {Supercomp} }: 초콤팩트 기수의 모임
- {\displaystyle \operatorname {Extble} }: 확장 가능 기수(영어: extendible cardinal)의 모임
- {\displaystyle \operatorname {Superhuge} }: 초거대 기수(영어: superhuge cardinal)의 모임

### 다이아몬드 원리
기수 {\displaystyle \kappa } 및 {\displaystyle \kappa }-정상 집합 {\displaystyle S\subseteq \kappa }에 대하여, {\displaystyle (\kappa ,S)}-다이아몬드 집합렬(영어: {\displaystyle (\kappa ,S)}-diamond sequence) {\displaystyle A\colon S\to {\mathcal {P}}(\kappa )}은 다음 조건을 만족시키는 함수이다.
- 임의의 {\displaystyle \alpha \in S}에 대하여, {\displaystyle A_{\alpha }\subseteq \alpha }
- 임의의 {\displaystyle T\subseteq \kappa }에 대하여, {\displaystyle \{\alpha \in S\colon T\cap \alpha =A_{\alpha }\}}는 {\displaystyle \kappa }-정상 집합이다.

{\displaystyle (\kappa ,S)}-다이아몬드 원리({\displaystyle (\kappa ,S)}-diamond原理, 영어: {\displaystyle (\kappa ,S)}-diamond principle) {\displaystyle \diamondsuit _{\kappa }(S)}는 {\displaystyle (\kappa ,S)}-다이아몬드 집합렬이 존재한다는 명제이다.
{\displaystyle \diamondsuit _{\omega _{1}}(\omega _{1})}은 흔히 다이아몬드 원리 {\displaystyle \diamondsuit }라고 표기한다.
구성 가능성 공리는 다이아몬드 원리를 함의하며, 다이아몬드 원리는 수슬린 가설의 부정 및 연속체 가설을 함의한다.
{\displaystyle V=L\implies \diamondsuit \implies (\lnot {\mathsf {SH}}\land {\mathsf {CH}})}
즉, 이는 체르멜로-프렝켈 집합론+선택 공리로 증명하거나 반증할 수 없다.

## 역사
1911년에 프리드리히 파울 말로(독일어: Friedrich Paul Mahlo, 1883~1971)가 약한 말로 기수의 개념을 "ρ0-수"(독일어: ρ0-Zahl)라는 이름으로 1911년에 도입하였다.
정상 집합의 개념은 제라르 블로크(프랑스어: Gérard Bloch)가 1953년에 도입하였다.:§1.1
포도르 정리는 포도르 게저(헝가리어: Fodor Géza, 1927~1977)가 1956년에 증명하였다. 솔로베이 정상 집합 분할 정리는 로버트 솔로베이가 1971년에 증명하였다.
다이아몬드 원리는 로널드 비언 젠슨(영어: Ronald Björn Jensen, 1936~)이 1972년에 도입하였다.
"클럽 집합"(영어: club set)이라는 이름은 영어로 "닫힌집합이자 비유계 집합"(영어: closed and unbounded)의 머리글자를 딴 것이다.:Definition 1.1